# Nights into Dreams…
Nights into Dreams… (яп. ナイツ Найцу, стилизованно NiGHTS into Dreams…) — видеоигра в жанре платформер, разработанная компанией Sonic Team и изданная Sega в 1996 году. Является первой игрой студии для консоли Sega Saturn. Проект позже был портирован на различные игровые платформы нескольких поколений и входил в многочисленные сборники.
Игра является первым экспериментом Sonic Team по созданию трёхмерного платформера: в то время как уровни Nights into Dreams… выполнены в двумерной графике, персонажи представлены в 3D. Сюжет игры вращается вокруг Мира Грёз, в котором главный злодей Вайзмен хочет захватить власть и сны людей. Противостоят ему бесполое существо Найтс и двое детей: Эллиот Эдвардс и Клэрис Синклер. Главные герои попадают на уровни не вместе, а по отдельности.
Разработка Nights into Dreams… началась после выхода Sonic & Knuckles в 1994 году. Во главе команды стояли создатели ежа Соника — Наото Осима и Юдзи Нака. Проект разрабатывался в японском отделении Sonic Team два года. После релиза игра была положительно оценена игровыми изданиями за необычную концепцию, музыкальное сопровождение и дизайн уровней. В 2007 году компания Sega Studio USA выпустила сиквел под названием Nights: Journey of Dreams.

## Игровой процесс

Найтс на уровне «Spring Valley». Несмотря на явную женскую внешность персонажа, Найтс вместе с альтер эго Реалой являются бесполыми существами

Действие Nights into Dreams… происходит в Мире Грёз, который делится на два мира: Найтопию (англ. Nightopia) и Кошмар (англ. Nightmare). В последнем живёт злодей Вайзмен (англ. Wizeman), который хочет захватить власть и погрузить всех людей в кошмары. Чтобы реализовать свои планы, антагонисту сначала нужно заполучить сферы из Найтопии. Каждая из этих сфер имеет своё значение: белая — чистота, зелёная — мудрость, синяя — интеллект, жёлтая — надежда, красная — мечта. Для их захвата Вайзмен создаёт особых существ — найтмаринов (англ. Nightmaren). Главными персонажами игры выступают дети по имени Эллиот и Клэрис. Из-за помощников злодея главные герои в своих снах часто видят кошмары, и чтобы спастись от них и победить врага, они попадают в Найтопию, где встречаются с хранительницей снов Найтс (англ. Nights).
Уровни в игре выполнены в двухмерной графике, а персонажи в трёхмерной. В Nights into Dreams… главные герои попадают в Найтопию не вместе, а по отдельности. У каждого из них есть для прохождения по три уровня, называемых мечтами («Spring Valley», «Mystic Forest», «Soft Museum» для Клэрис, и «Splash Garden», «Frozen Bell», «Stick Canyon» для Эллиота). Оказавшись на уровне, персонаж подвергается нападению найтмаринов, которые забирают у него сферы. В воздухе появляется летающий объект, куда попадают все украденные сферы. Дойдя до предназначенного для этого места, персонаж сливается с Найтс и за определённое время собирает 20 синих шариков и оставляет их в летающем объекте, из-за которого были украдены у игрока сферы. За различные трюки начисляются дополнительные очки. Если игрок не соберёт 20 шариков за определённое время, то их придётся собирать на земле. За персонажем также будет следовать будильник в форме яйца, чтобы разбудить его. После сбора сфер суммируются очки и выставляется ранг, от «A» до «F». После этого действие переносится в мир Кошмар, где происходит сражение с боссом. Обычно в роли злодеев выступают найтмарины, но в последней истории происходит сражение с подручным главного врага по имени Реала (англ. Reala), а потом с самим Вайзменом. После прохождения всех уровней на ранг «С» и выше открывается седьмой, финальный уровень «Twin Seeds».
Примечательно, что в Nights into Dreams… впервые используется система «A-Life», которая была позже развита в серии Sonic the Hedgehog, начиная с Sonic Adventure. На уровнях, где происходит действие игры, живут найтопианцы (англ. Nightopians), предшественники Чао. Игра отслеживает настроения маленьких жителей Найтопии и влияет на темп мелодий. Кроме того, можно объединять найтопианцев с мелкими врагами-найтмаринами, создавая гибрид под названием мепиан (англ. Mepian).
В игре представлен многопользовательский режим для двух игроков, в котором используется технология разделённого экрана. В меню можно выбрать Найтс или Реалу. Игровой процесс мультиплеера идентичен геймплею одиночной игры. Побеждает тот игрок, который за короткое время собрал 20 синих шариков.

## Разработка игры

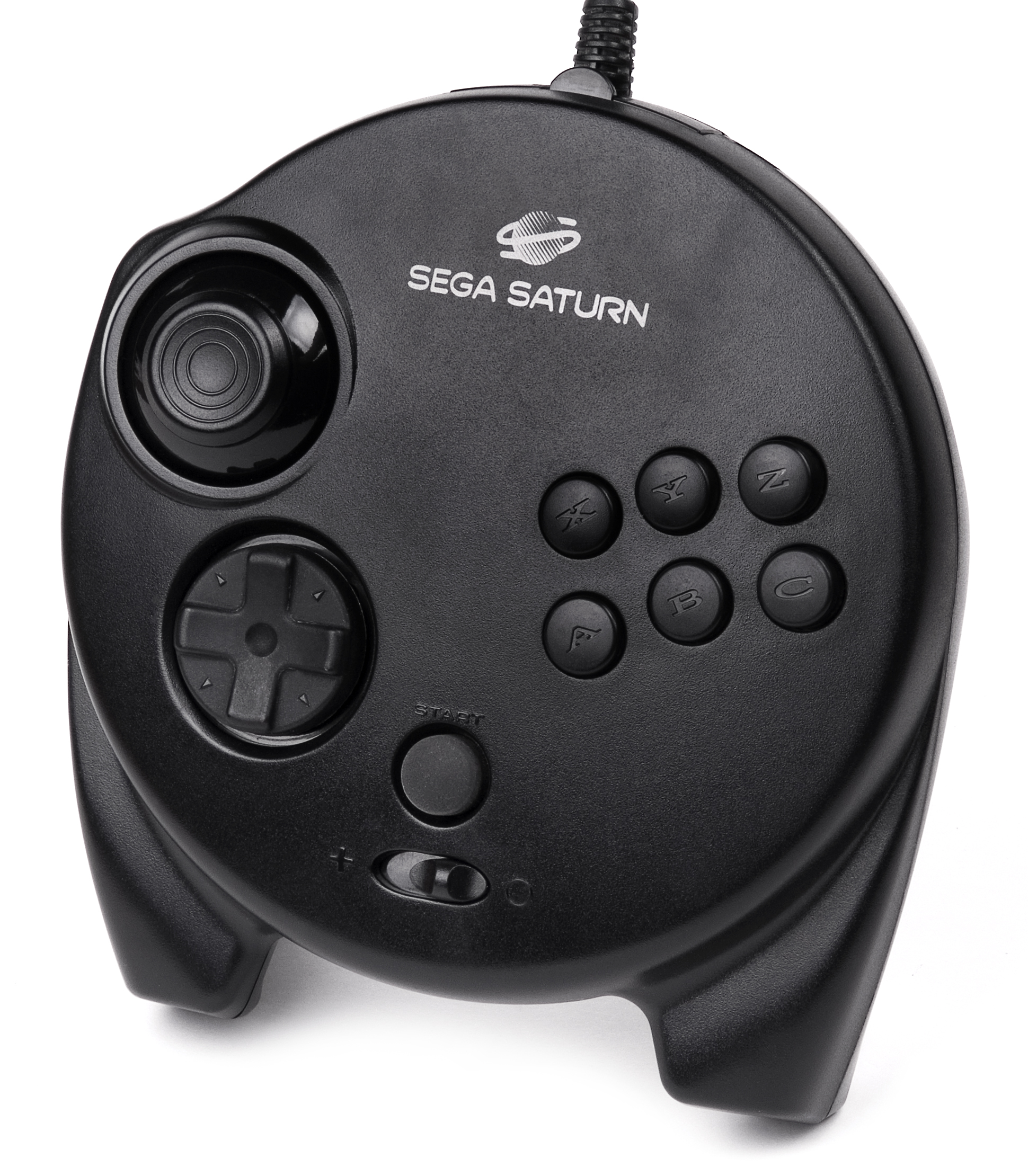
Nights into Dreams… стала одной из первых игр, где используется геймпад с аналоговым стиком. На иллюстрации представлен контроллер для Sega Saturn, поставляемый вместе с игрой

Разработка игры началась в 1994 году после выхода Sonic & Knuckles, но фактически команда разработчиков сформировалась только в апреле следующего года. В команде были представлены многие разработчики серии Sonic the Hedgehog: Юдзи Нака выступил в качестве ведущего программиста и продюсера, Такаси Иидзука стал ведущим дизайнером, заменив Хирокадзу Ясухару, который остался в Северной Америке, где работал над созданием Sonic X-treme, а создатель Соника Наото Осима создал главного героя Найтс и руководил проектом. Сначала в создании игры принимало участие всего семь человек, но к моменту завершения проекта их количество увеличилось до 20.
Целью проекта стало желание команды совершить революцию в японской культуре и создать персонажа, который мог бы понравиться аудитории всех возрастов. Художник и руководитель проекта Наото Осима со́здал Найтс на основе своих впечатлений от поездок в страны Европы и западной Азии. В конечном итоге он пришёл к выводу, что главный герой игры должен быть похожим на ангела и летать как птица в небе. Программист Юдзи Нака сначала возражал против скоростного игрового процесса, как в Sonic the Hedgehog, объясняя это желанием дать игроку неторопливо исследовать территорию, но по мере завершения разработки скорость прохождения всё-таки была увеличена. Первоначально студия планировала сделать Nights into Dreams… в полном 3D, но после тестирования ранней бета-версии от этой идеи отказались. Кроме того, Нака скептически относился к использованию многоугольников для разработки персонажей, и предлагал дизайнерам вернуться к спрайтам.
Разработчики вдохновлялись работами Карла Юнга, и в первую очередь его объяснениями терминов анима и анимус. Дизайнер Такаси Иидзука анализировал теории Юнга, а также проводил значительное количество времени за изучением снов и теорий, связанных с ними, анализируя работы Зигмунда Фрейда и Фридриха Хольца, чтобы предложить игрокам показать глубокий смысл игры. Визуальный стиль игры был позаимствован из Cirque du Soleil и различных аниме. По словам Юдзи Наки, Найтс является архетипом Юнга «Тень», а главные герои — Клэрис и Эллиот — олицетворяют вышеупомянутый ранее термин анима и анимус. Чтобы показать различия между сном и реальностью, дизайнеры во главе с Норихико Нисиямой создали небольшой начальный видеоролик. Многие звуковые эффекты и голоса были записаны в домах разных разработчиков в середине ночи, поскольку в самой Sonic Team в то время отсутствовала звукозаписывающая студия. Некоторые фразы, которые звучат на уровнях, имеют свой смысл: например, слово «abayo» на японском сленге значит «до свидания». Иидзука позже отмечал, что бо́льшая часть периода времени разработки была потрачена на создание уровней и истории игры.
На разработку игры у команды ушло в общей сложности шесть месяцев. Движок игры был создан с помощью программ и оборудования Silicon Graphics и Hewlett-Packard; также движок должен был использоваться в отменённом Sonic X-treme. На компакт-диске платформер занимает около 560 мегабайт свободной памяти, хотя разработчики планировали использовать только 100 мегабайт. Программист Юдзи Нака называл Nights into Dreams… одним из самых амбициозных проектов на Sega Saturn, но работу серьёзно тормозило незнание программистами аппаратных характеристик консолей пятого поколения. Из-за этого несколько раз переделывался первый уровень игры — «Spring Valley». Кроме того, разработчики с трудом смогли адаптировать управление через геймпад с крестовиной. Чтобы облегчить управление, инженеры Sega спроектировали геймпад с аналоговым стиком. Кроме того, в процессе разработки Sonic Team посетил известный режиссёр Стивен Спилберг, который играл в Nights into Dreams… на прототипе ещё одного нового геймпада. Уникальный контроллер должен был использоваться в отменённом проекте Air Nights.
Релиз Nights into Dreams… состоялся летом-осенью 1996 года. На рекламу и продвижение игры Sega потратила свыше 10 миллионов долларов.

## Версии и выпуски

### Christmas Nights
Christmas Nights или Christmas Nights into Dreams (яп. クリスマスナイツ 冬季限定版 Курисумасу Найцу То:ки Гэнтэйбан) — игра, состоящая из двух уровней на тему Nights into Dreams…, выпущенная в декабре 1996 года. В Японии она была частью бандла «Christmas Saturn». В Великобритании игра была издана только в декабре следующего года. На диске представлен уровень «Spring Valley», который можно пройти и Эллиоту; в оригинале для него этот уровень был недоступен. Версия Эллиота содержит больше различных компоновок, чем версия Клэрис. По сюжету главные герои наслаждаются Рождеством, но чувствуют отсутствие чего-то важного. Обнаружив, что Рождественская Звезда, которая обычно располагается наверху дерева «Twin Seeds Christmas», отсутствует, пара покидает Найтопию, чтобы найти её. Там они встречаются с Найтс и снова исследуют «Spring Valley». Трио героев должно восстановить Рождественскую Звезду.

В мини-игре Sonic the Hedgehog: Into Dreams можно играть за талисмана Sega ежа Соника

Игра использует внутренние часы консоли Sega Saturn, чтобы изменить элементы игры согласно дате и времени. В ноябре и январе титульный экран заставки «Nights: Limited Edition» изменён на «Winter Nights»; пышная растительность окружающей среды заменяется белым снегом. В течение декабря включается режим «Christmas Nights», что приводит к развитию рождественской тематики, например, коробки становятся рождественскими подарками, найтопианцы одеваются в костюмы эльфов. Фоновая музыка заменяется инструментальной версией «Jingle Bells», а в качестве темы босса используется «Christmas-like». Во время периода «Зимней ночи» погода в «Spring Valley» будет меняться в зависимости от времени. Другие косметические изменения видны при наступлении Нового года. При загрузке игры на день смеха Реала становится игровым персонажем.
Разработка дополнения началась после выхода самой основной игры и была завершена к ноябрю 1996 года. Диск имеет ряд открываемых бонусов, например, галерею с изображениями главных героев. Другие дополнительные режимы позволяют игрокам наблюдать статус системы «A-Life», экспериментировать с музыкой из игры и временем нападения одного найтмарина или играть ежом Соником. В мини-игре Sonic the Hedgehog: Into Dreams Соник может пройти через этап «Spring Valley» пешком, а боссом является «упругий шар» доктора Роботника. Музыкальной темой мини-игры является ремикс «Final Fever», заключительной музыки босса из японской и европейской версии Sonic the Hedgehog CD.

### Ремейк для PlayStation 2
| Системные требования    | Системные требования                                              | Системные требования                                              |
| ----------------------- | ----------------------------------------------------------------- | ----------------------------------------------------------------- |
|                         | Минимальные                                                       | Рекомендуемые                                                     |
| Windows                 |                                                                   |                                                                   |
| ОС                      | Windows XP/Vista/7                                                | Windows 7/8                                                       |
| ЦПУ                     | Intel Pentium 4 (3.2 ГГц), Athlon 64 3000+, аналогичный или лучше | Intel Core Duo 2.4 ГГц, Athlon 64 X2 4200+, аналогичный или лучше |
| Объём ОЗУ               | 1 ГБ для Windows XP/7, 2 ГБ для Windows Vista                     | 2 ГБ                                                              |
| Место на диске          | 4 ГБ                                                              | 4 ГБ                                                              |
| Информационный носитель | цифровая дистрибуция (Steam)                                      | цифровая дистрибуция (Steam)                                      |
| Видеокарта              | NVIDIA GeForce 8800 или ATI Radeon HD 3650                        | NVIDIA GeForce GTS250 или ATI Radeon HD 4850                      |

Sega выпустила ремейк Nights into Dreams… для PlayStation 2 в Японии 21 февраля 2008 года. Он включает поддержку широкоформатного экрана 16:9, подобно классическому графическому режиму Sega Saturn, галерею иллюстраций и возможность просматривать игру в качестве зрителя. Игра доступна также в качестве бандла Nightopia Dream Pack, который включает перепечатку иллюстрированной книги, которая была выпущена в Японии вместе с оригинальной игрой для Sega Saturn. Уровни Christmas Nights включены здесь в качестве открываемых бонусов, в которые можно играть после завершения основной игры. Используя внутренние часы консоли, в ремейке Найтс, Эллиот и Клэрис носят специальную одежду во время определённых праздников, например, праздничные костюмы во время Хэллоуина в «Mystic Forest» или купальные костюмы в течение двух специальных дней летом в «Splash Garden».
Версия для PlayStation 2 была выпущена только в Японии, что привело к большому разочарованию многих любителей Nights… в других странах. Игра, выпущенная в Японии, не может воспроизводиться на североамериканской или европейской PlayStation 2.

### HD-версия
Обновлённая версия Nights into Dreams… была выпущена 2 октября 2012 года на территории США, 3 октября — в Европе и 4 октября — в Японии на платформу PlayStation 3 посредством сервиса цифровой дистрибуции PlayStation Network, а 5 октября 2012 года на территориях США, Европы, Японии и Австралии на консоль Xbox 360 посредством Xbox Live Arcade. 17 декабря того же года игра вышла на Windows через Steam.
Переиздание включает в себя улучшенную графику и поддержку широкоформатного экрана 16:9, но с помощью режима «Saturn Mode» можно переключиться на графику оригинальной игры. В эту версию также были добавлены таблицы рекордов, трофеи и достижения, а также уровни из Christmas Nights.

## Музыка

Обложка музыкального альбома Nights Original Soundtrack

Музыкальное сопровождение было создано композиторами Юкифуми Макино, Наофуми Хатаей, Фумиэ Куматани и Томоко Сасаки. Главной темой Nights into Dreams… стал трек «Dreams Dreams». Существуют две различные вокальные версии данной песни. Первая, «взрослая», была спета Кёртисом Кингом-младшим и Даной Калитри, а вторая — «детская» — исполнялась Кэмероном Эрлом Стразером и Джасмин Энн Аллен. Дополнение «Christmas Nights» включает в себя также музыкальную тему, исполненную Марлоном Сандерсом, Габриэлом Моррисом и Иссой Климон.
Всего было выпущено четыре музыкальных альбома. Первый альбом Nights Theme Song «Dreams Dreams» c/w «Message from Nightopia» был выпущен 26 июня 1996 года, и в него вошли музыкальные темы «Dreams Dreams» и «Message from Nightopia». Официальный альбом вышел 10 июля 1996 года и назывался Nights Original Soundtrack (яп. セガサターン ナイツ オリジナルサウンドトラック Сэга Сата:н Nights Оридзинару Саундоторакку). В данном саундтреке содержалась полная версия оригинальной музыки из Nights…. Изданием обоих альбомов занимался лейбл Polygram. Компания Tokuma Japan Communications с 24 июля 1997 года выпускала саундтрек A Nights Remix: Another Dreams, в котором содержится 11 ремиксов песен, созданных Го Кацурой и Тосинори Миурой. Последним альбомом стал Nights into Dreams… Perfect Album, вышедший на трёх компакт-дисках под лейблом Wave Master 21 февраля 2008 года. Он включает в себя треки как из оригинальной игры Nights into Dreams…, так и из дополнения Christmas Nights. 7 ноября 2012 года альбом был переиздан в интернет-магазине iTunes.
Пресса положительно оценила саундтрек игры и звуковые эффекты. Представитель журнала Computer and Video Games Пол Дэвис в своём обзоре упомянул музыку из Nights… в качестве лучшей из всех когда-либо слышанных им, а его коллега Том Гиз похвалил композиторов за создание «гипнотически волшебной» атмосферы. Журналист Game Revolution Колин Феррис утверждал, что мелодии и звуковые эффекты были буквально написаны ещё в мире снов, использовав их потом удачно в Nights into Dreams…. Рецензент из IGN также похвалил «довольно хороший» саундтрек, который, вместе со звуковыми эффектами, органично вписывается в игру. Критик из Mean Machines оценил песни как «удивительные» и «впечатляющие».
| №                   | Название                 | Текст песни         | Музыка                        | Исполнитель                        | Длительность |
| ------------------- | ------------------------ | ------------------- | ----------------------------- | ---------------------------------- | ------------ |
| 1.                  | «Dreams Dreams»          | Томоко Сасаки       | Томоко Сасаки                 | Кёртис Кинг-младший и Дана Калитри | 5:16         |
| 2.                  | «Message from Nightopia» |                     | Томоко Сасаки и Наофуми Хатая |                                    | 2:54         |
| Общая длительность: | Общая длительность:      | Общая длительность: | Общая длительность:           | Общая длительность:                | 8:10         |

| №   | Название                                         | Текст песни   | Музыка         | Исполнитель                       | Длительность |
| --- | ------------------------------------------------ | ------------- | -------------- | --------------------------------- | ------------ |
| 1.  | «Nights»                                         |               | Томоко Сасаки  |                                   | 4:21         |
| 2.  | «Gate of Your Dream»                             |               | Томоко Сасаки  |                                   | 1:33         |
| 3.  | «Paternal Horn»                                  |               | Томоко Сасаки  |                                   | 2:03         |
| 4.  | «The Dragon Gave a Loud Scream»                  |               | Наофуми Хатая  |                                   | 2:58         |
| 5.  | «Take the Snow Train»                            |               | Наофуми Хатая  |                                   | 2:33         |
| 6.  | «The Mantle»                                     |               | Томоко Сасаки  |                                   | 2:09         |
| 7.  | «Message from Nightopia»                         |               | Томоко Сасаки  |                                   | 2:54         |
| 8.  | «Gloom of the N.H.C.»                            |               | Томоко Сасаки  |                                   | 2:11         |
| 9.  | «E-LE-KI Sparkle»                                |               | Томоко Сасаки  |                                   | 2:19         |
| 10. | «The Amazing Water»                              |               | Фумиэ Куматани |                                   | 2:20         |
| 11. | «Deep it Lies»                                   |               | Фумиэ Куматани |                                   | 2:05         |
| 12. | «Dreams Dreams (In Silent Memory)»               |               | Томоко Сасаки  |                                   | 2:30         |
| 13. | «Suburban Museum»                                |               | Томоко Сасаки  |                                   | 2:11         |
| 14. | «She Had Long Ears»                              |               | Томоко Сасаки  |                                   | 2:10         |
| 15. | «Under Construction»                             |               | Наофуми Хатая  |                                   | 2:16         |
| 16. | «Nights and Reala»                               |               | Наофуми Хатая  |                                   | 2:10         |
| 17. | «Growing Wings»                                  |               | Томоко Сасаки  |                                   | 2:13         |
| 18. | «Nights and Reala (Theme of a Tregedic Revenge)» |               | Наофуми Хатая  |                                   | 1:55         |
| 19. | «D’Force Master»                                 |               | Томоко Сасаки  |                                   | 2:31         |
| 20. | «After the Dream»                                |               | Наофуми Хатая  |                                   | 2:20         |
| 21. | «Know Thyself!»                                  |               | Наофуми Хатая  |                                   | 2:00         |
| 22. | «Sowing Seeds»                                   |               | Томоко Сасаки  |                                   | 1:12         |
| 23. | «Dreams Dreams»                                  | Томоко Сасаки | Томоко Сасаки  | Кёртис Кинг-младший, Дана Калитри | 5:50         |
| 24. | «Fragmented Nights»                              |               | Томоко Сасаки  |                                   | 0:46         |

| №   | Название                                              | Музыка        | Длительность |
| --- | ----------------------------------------------------- | ------------- | ------------ |
| 1.  | «Message from Nightopia» ((We’ll Be Back Mix))        | Наофуми Хатая | 6:23         |
| 2.  | «Dreams Dreams» ((Peaceful Mix))                      | Томоко Сасаки | 6:35         |
| 3.  | «Paternal Horn» ((Swea-T-shirt Mix))                  | Томоко Сасаки | 5:48         |
| 4.  | «The Mantle» ((Acid Acid Love Mix))                   | Томоко Сасаки | 6:28         |
| 5.  | «Dreams Dreams» ((Club 12" GK. Mix))                  | Томоко Сасаки | 8:12         |
| 6.  | «Gate of Your Dream» ((Deep Groove))                  | Томоко Сасаки | 6:14         |
| 7.  | «Under Construction» ((Wow Wow 70’s Mix))             | Наофуми Хатая | 6:19         |
| 8.  | «Know Thyself!» ((Thirsty Night Club Dub))            | Наофуми Хатая | 6:50         |
| 9.  | «Interlude»                                           | Томоко Сасаки | 1:28         |
| 10. | «I Want to See You Smile Again» ((Dreams Dreams))     | Томоко Сасаки | 5:37         |
| 11. | «Growing Wings» ((Peak Power-From-After Hour Climax)) | Томоко Сасаки | 6:10         |

| №                   | Название                                   | Текст песни         | Музыка              | Исполнитель                       | Длительность |
| ------------------- | ------------------------------------------ | ------------------- | ------------------- | --------------------------------- | ------------ |
| 1.                  | «Dreams Dreams»                            | Томоко Сасаки       | Томоко Сасаки       | Кёртис Кинг-младший, Дана Калитри | 5:47         |
| 2.                  | «Sonic Team 1996» (Jingle)                 |                     | Наофуми Хатая       | Томоко Сасаки                     | 0:07         |
| 3.                  | «Fragmented Nights»                        |                     | Томоко Сасаки       |                                   | 0:48         |
| 4.                  | «Dreaming Youngsters: Claris Ver.» (Event) |                     | Томоко Сасаки       |                                   | 1:30         |
| 5.                  | «Gate of Your Dream»                       |                     | Томоко Сасаки       |                                   | 1:32         |
| 6.                  | «Introduced Dream» (Jingle)                |                     | Тацуя Кодзаки       |                                   | 0:16         |
| 7.                  | «Paternal Horn: Complete Ver.»             |                     | Томоко Сасаки       |                                   | 8:45         |
| 8.                  | «Acrobat Time» (Jingle)                    |                     | Наофуми Хатая       |                                   | 0:12         |
| 9.                  | «The Dragon Gave a Loud Scream»            |                     | Наофуми Хатая       |                                   | 2:57         |
| 10.                 | «After the Dream»                          |                     | Наофуми Хатая       |                                   | 2:21         |
| 11.                 | «Dreaming Youngsters: Elliot Ver.» (Event) |                     | Фумиэ Куматани      |                                   | 1:33         |
| 12.                 | «The Amazing Water: Complete Ver.»         |                     | Фумиэ Куматани      |                                   | 9:57         |
| 13.                 | «Time Up» (Jingle)                         |                     | Наофуми Хатая       |                                   | 0:15         |
| 14.                 | «Pia Over» (Jingle)                        |                     | Наофуми Хатая       |                                   | 0:13         |
| 15.                 | «She Had Long Ears»                        |                     | Томоко Сасаки       |                                   | 2:10         |
| 16.                 | «Mare Over» (Jingle)                       |                     | Фумиэ Куматани      |                                   | 0:18         |
| 17.                 | «Gloom of the N.H.C.: Complete Ver.»       |                     | Томоко Сасаки       |                                   | 9:19         |
| 18.                 | «Deep It Lies»                             |                     | Фумиэ Куматани      |                                   | 2:05         |
| 19.                 | «Message From Nightopia»                   |                     | Наофуми Хатая       |                                   | 2:57         |
| 20.                 | «Take The Snow Train: Complete Ver.»       |                     | Наофуми Хатая       |                                   | 9:39         |
| 21.                 | «E-LE-KI Sparkle»                          |                     | Томоко Сасаки       |                                   | 2:21         |
| 22.                 | «Dreams Dreams: In Silent Memory»          |                     | Наофуми Хатая       |                                   | 2:30         |
| Общая длительность: | Общая длительность:                        | Общая длительность: | Общая длительность: | Общая длительность:               | 67:32        |

| №                   | Название                                        | Музыка              | Исполнитель                            | Длительность |
| ------------------- | ----------------------------------------------- | ------------------- | -------------------------------------- | ------------ |
| 1.                  | «Nights»                                        | Томоко Сасаки       |                                        | 4:20         |
| 2.                  | «Suburban Museum: Complete Ver.»                | Томоко Сасаки       |                                        | 9:29         |
| 3.                  | «The Mantle»                                    | Томоко Сасаки       |                                        | 2:11         |
| 4.                  | «Under Construction: Complete Ver.»             | Наофуми Хатая       |                                        | 9:47         |
| 5.                  | «Nights and Reala»                              | Наофуми Хатая       |                                        | 2:11         |
| 6.                  | «Nights and Reala: Theme of a Tragedic Revenge» | Наофуми Хатая       |                                        | 1:58         |
| 7.                  | «Growing Wings»                                 | Томоко Сасаки       |                                        | 3:47         |
| 8.                  | «D’Force Master»                                | Томоко Сасаки       |                                        | 2:30         |
| 9.                  | «Peaceful Moment»                               | Наофуми Хатая       |                                        | 1:09         |
| 10.                 | «On to the Audition» (Event)                    | Томоко Сасаки       |                                        | 1:07         |
| 11.                 | «Score the Goal!» (Event)                       | Наофуми Хатая       |                                        | 1:00         |
| 12.                 | «Nights, Forever in Our Heart» (Event)          | Томоко Сасаки       |                                        | 0:24         |
| 13.                 | «Sowing Seeds»                                  | Томоко Сасаки       |                                        | 1:12         |
| 14.                 | «Dreams Dreams: Kids Ver.»                      |                     | Кэмерон Эрл Стразер, Джасмин Энн Аллен | 5:17         |
| 15.                 | «Fragmented Nights: Epilogue Ver.»              | Наофуми Хатая       |                                        | 0:26         |
| 16.                 | «Know Thyself!»                                 | Наофуми Хатая       |                                        | 2:00         |
| 17.                 | «Dreams Dreams» ((Instrumental))                |                     |                                        | 5:50         |
| Общая длительность: | Общая длительность:                             | Общая длительность: | Общая длительность:                    | 54:38        |

| №                   | Название                                       | Музыка              | Исполнитель                                 | Длительность |
| ------------------- | ---------------------------------------------- | ------------------- | ------------------------------------------- | ------------ |
| 1.                  | «Missing Star» (Event)                         | Наофуми Хатая       |                                             | 1:52         |
| 2.                  | «Welcome to Christmas Nights»                  | Наофуми Хатая       |                                             | 1:02         |
| 3.                  | «Introduced Dream» (Jingle)                    | Тацуя Кодзаки       |                                             | 0:15         |
| 4.                  | «Dream Bells»                                  | Томоко Сасаки       |                                             | 4:41         |
| 5.                  | «The Dragon Gave a Loud Scream: In Holy Night» | Наофуми Хатая       |                                             | 2:05         |
| 6.                  | «Twinkle Star» (Event)                         | Томоко Сасаки       |                                             | 1:17         |
| 7.                  | «Dreams Dreams: A-Cappella Ver.»               | Томоко Сасаки       | Марлон Сандерс, Габриэл Моррис, Исса Клемон | 4:29         |
| 8.                  | «Winter Sleep»                                 | Томоко Сасаки       |                                             | 0:57         |
| 9.                  | «Jack Frost’s Chime: Complete Ver.»            | Томоко Сасаки       |                                             | 7:50         |
| 10.                 | «New Year’s „9TH“»                             | Наофуми Хатая       |                                             | 0:58         |
| 11.                 | «Rolling Eggman»                               | Наофуми Хатая       |                                             | 2:07         |
| 12.                 | «Dreams Dreams: Sweet Mix in Holy Night»       | Наофуми Хатая       |                                             | 5:39         |
| 13.                 | «Dreams Dreams: Nightopian Ver.»               | Наофуми Хатая       |                                             | 1:38         |
| Общая длительность: | Общая длительность:                            | Общая длительность: | Общая длительность:                         | 34:50        |

## Оценки и мнения
| Сводный рейтинг       | Сводный рейтинг                                      |
| Агрегатор             | Оценка                                               |
| --------------------- | ---------------------------------------------------- |
| GameRankings          | 88,56 % (SAT) 78,75 % (PS3) 73,33 % (X360) 80 % (PC) |
| Metacritic            | 75/100 (PS3) 72/100 (X360)                           |
| MobyRank              | 93/100 (SAT) 68/100 (X360)                           |
| Иноязычные издания    |                                                      |
| Издание               | Оценка                                               |
| AllGame               | (SAT)                                                |
| CVG                   | (SAT)                                                |
| Edge                  | 8/10 (SAT)                                           |
| EGM                   | 8/10 (SAT) 8/10 (HD)                                 |
| Eurogamer             | 9/10 (HD)                                            |
| Game Informer         | 8,5/10 (SAT)                                         |
| GamePro               | 5/5 (SAT)                                            |
| GameRevolution        | A (SAT)                                              |
| GameSpot              | 7/10 (HD)                                            |
| GamesRadar+           | (PS2) · (HD)                                         |
| IGN                   | 8,7/10 (SAT)                                         |
| OXM                   | 8/10 (HD)                                            |
| VideoGamer            | 8/10 (HD)                                            |
| WorthPlaying          | 5,5/10 (X360)                                        |
| Русскоязычные издания |                                                      |
| Издание               | Оценка                                               |
| «Страна игр»          | (SAT)                                                |

От прессы игра получила восторженные отзывы. Средние оценки оригинала от сайтов GameRankings и MobyGames — 88,56 % и 93 балла соответственно. В Японии Nights into Dreams… стала самой продаваемой игрой для Sega Saturn: за шесть месяцев было продано почти 400 тысяч экземпляров, обеспечив игре 21-е место в списке бестселлеров 1996 года. Платформер не раз появлялся в нескольких списках в категории «величайшие игры». В сентябре 1996 года критики из Next Generation поставили проект на 20 место среди «100 величайших игр всех времён». В январе 2000 года журнал Computer and Video Games поставил игру на 15-е место в списке «100 величайших игр», а в аналогичном топе от издания «Страна игр» в 2001 году она заняла 100-е место. В 2007 году редакция сайта IGN удостоила платформер 94-го места в списке «Топ-100 игр». Представители из Electronic Gaming Monthly поместили Nights into Dreams… на 160-е место среди 200 величайших игр своего времени. Журнал Edge в октябре 2003 года удостоил проект места в десятке лучших платформеров. В составленной сайтом 1UP.com «десятке культовой классики» игра заняла третье место. В 2012 году сайт GamesRadar поместил Nights into Dreams… на пятое место в топе «Лучших игр для Saturn всех времён».
Положительные отзывы получили графика и игровой процесс, причём последний часто сравнивался с играми серии Sonic the Hedgehog. Том Гиз из Computer and Video Games назвал свободу передвижения и полёты на уровнях увлекательными, добавив, что Nights into Dreams…, благодаря геймплею, является «идеальной эволюцией» игр про Соника. Нечто похожее позже писал Мартин Робинсон в своём обзоре для интернет-журнала Eurogamer. По мнению Гэри Уолка (Entertainment Weekly), акробатические трюки, совершаемые Найтс в игре, привлекают больше, чем в авиационных тренажёрах. Быстрый темп игры разочаровал критика из Next Generation, посчитав аспект «всё мчится так быстро» главным недостатком проекта. В журнале Edge игру раскритиковали за небольшое количество уровней по сравнению с Super Mario 64 от Nintendo, но это несильно повлияло на общую оценку — 8 баллов из 10 возможных. По поводу короткого прохождения писал Шон Сакенхайм из AllGame. По заявлению критика, прохождение Nights into Dreams… займёт от нескольких дней до недели. Им же был замечен недочёт в количестве полигонов, проблема которой происходит из-за большой нагрузки на процессор приставки. Несмотря на недостатки, в своём итоге Сакенхайм посоветовал владельцам консоли приобрести эту «лучшую для игроков» игру. Другие журналисты ещё упоминали проблемы с отображением текстур.
Журналисты положительно отзывались о геймпаде с аналоговым стиком, поставляемый вместе с игрой, и выражали надежду на то, что с выходом данного платформера Sega сможет популяризировать свою консоль Saturn. Представителю журнала GamePro понравилось управлять персонажем через контроллер с аналоговым стиком и назвал его главным достоинством игры. В обзоре сайта IGN рецензент Леви Бьюкенен надеялся, что релиз Nights into Dreams… улучшит популярность Sega Saturn за пределами Японии, в первую очередь из-за необычного игрового процесса и необычного контроллера. Проект был назван лучшей игрой для консоли. Критик заявил, если у владельца приставки нет данной игры, то коллекция будет казаться неполной. Похожие заявления сделал и сотрудник сайта Game Revolution, добавив, что фанаты игры могут похвастаться ею перед владельцами PlayStation. Больше всего в Nights into Dreams… критика поразил геймплей, который был назван «впечатляющим», и музыка, идеально подходящая к происходящим в игре действиям. Выход геймпада с аналоговым стиком, по мнению обозревателя, был важным козырем в конкуренции с другими консолями пятого поколения, показывая всем остальным, на что способна приставка.
Последующие переиздания Nights into Dreams… также получали положительные отзывы, но оценки были несколько ниже, чем у оригинала. Положительный отзыв о переиздании для PlayStation 2 оставил рецензент из GamesRadar, одновременно выразив разочарование тем, что игра вышла только в Японии, тогда как большинство фанатов игры живут именно за её пределами. Кроме региона выхода, обозреватель обратил внимание на недостатки, присутствовавшие ранее в оригинале — быстрое прохождение уровней и неудобное управление; все данные недочёты компенсировались за счёт «сумасшедшего игрового мира, воздушной гимнастики», джазовой и оперной музыки. В обзоре широкоформатного издания игры от сайта GameSpot критик Джейсон Вентер заявил, что переиздание Nights into Dreams… не разочарует людей, игравших в оригинал, так как, несмотря на возраст проекта, он всё равно остаётся новаторским, а волшебный мир по-прежнему весёлый. Схожим образом высказались журналисты из Eurogamer и Official Xbox Magazine, назвав портированную версию «особенной», а оригинал — «блестящей, уникальной игрой своего времени».

### Влияние
В 1997 году компания Tiger Electronics выпустила игру по лицензии Sega для своей консоли R-Zone. Вопрос о создании сиквела игры оставался в силе в течение многих лет. В игре с рабочим названием Air Nights предполагалось использовать датчики наклона для геймпада Sega Saturn. После прекращения поддержки консоли Sega Saturn проект начали перерабатывать для новой консоли Dreamcast, но в конечном итоге отменили совсем. Глава Sonic Team Юдзи Нака заявлял, что не желает видеть продолжения игры, но после его ухода со студии, в 2007 году, такое продолжение — Nights: Journey of Dreams — было выпущено для консоли Wii. Игра имеет поддержку Wi-Fi. Разработана компанией Sega Studio USA во главе с Такаси Иидзукой, одним из разработчиков оригинала. Проект вышел в Японии и США в декабре 2007 года, а в Европе и Австралии — 18 января 2008 года.
Найтс появлялась в качестве камео или игрового персонажа и в других проектах Sega, в том числе и в играх серии Sonic the Hedgehog. Клэрис и Эллиот появились в шутере Burning Rangers, которых по сюжету необходимо спасти и переправить их с космической колонии на Землю. В автосимуляторе Sonic & Sega All-Stars Racing Найтс присутствовала в качестве судьи, дающего старт и финиш гонки, а в продолжении этой игры — Sonic & All-Stars Raring Transformed — они вместе с Реалой присутствовали уже в качестве игровых персонажей (но не как водители, а как транспортные средства, управляемые Найтопианцем и Найтмарином соответственно). В особом издании игры Sonic Lost World присутствуют дополнительные уровни и боссы из Nights into Dreams…. Кроме того, мини-игры, связанные с Nights into Dreams…, появлялись в Phantasy Star Online: Episode I & II и Billy Hatcher and the Giant Egg. Элемент «A-Life» был позже расширен и был использован для виртуальных питомцев чао в серии Sonic the Hedgehog и в продолжении Nights: Journey of Dreams.
В 1998 году компания Archie Comics выпустила шесть комиксов по мотивам Nights into Dreams…, получивших от критиков сдержанные отзывы по причине плохой прорисовки и сюжета. Из-за низких продаж журнала издатель прекратил дальнейший выпуск адаптаций к игре, но Найтс не раз появлялась в журналах Sonic the Hedgehog и Mega Man.